# عرعار فواح

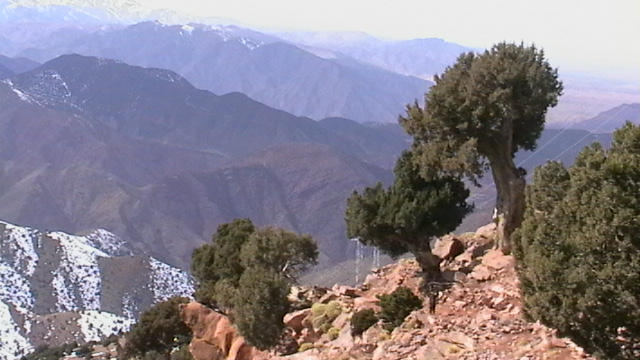
العرعار الفواح في الأطلس الكبير، بالمغرب.

العرعار الفواح أو العرعار الباخوري (الاسم العلمي: Juniperus thurifera) (أمازيغية: تاوالت - ⵜⴰⵡⴰⵍⵜ)  هي شجرة تنتشر بجبال الأطلس بالمغرب وفي  إسبانيا وجنوب فرنسا. تتميز الشجرة بطول عمرها وتحملها للظروف المناخية القاسية.

## معرض الصور

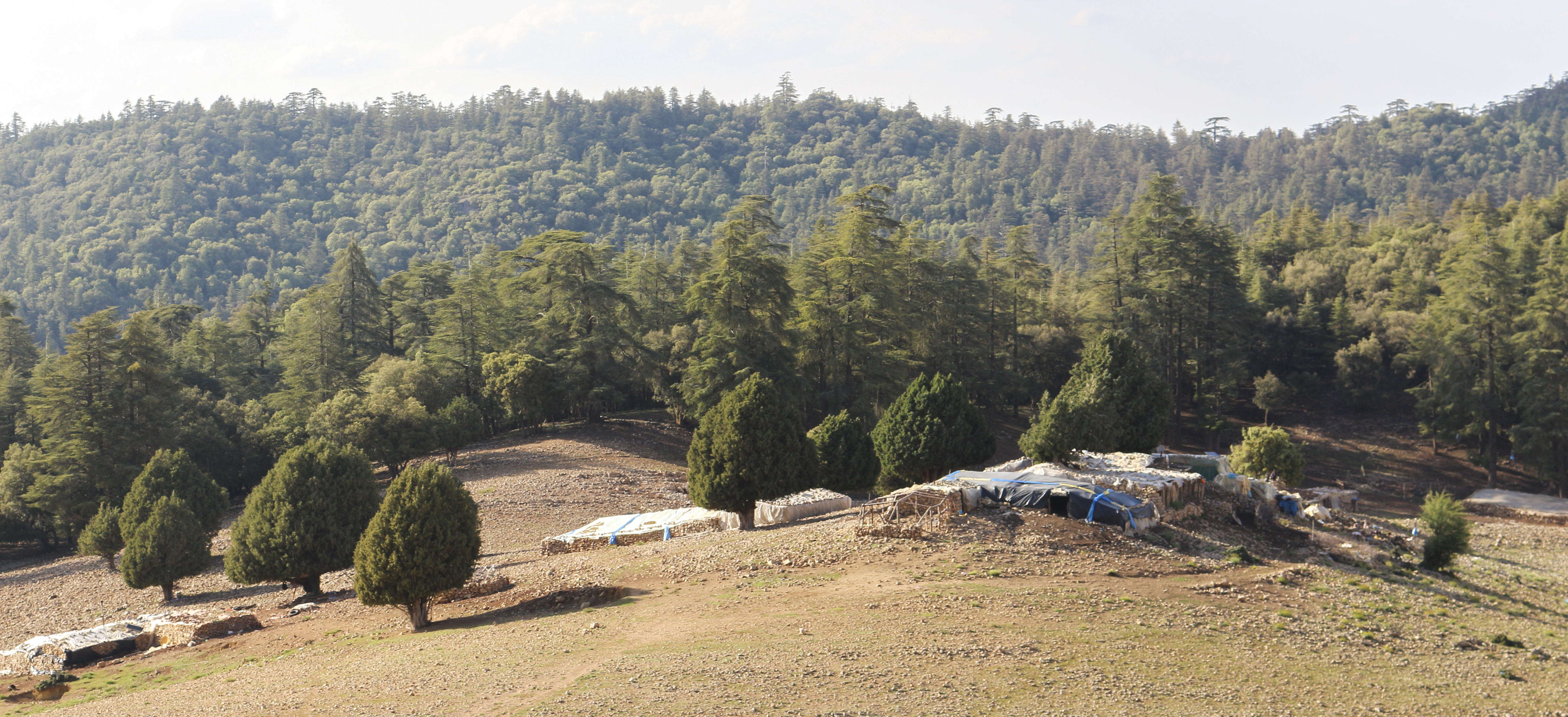
أشجار العرعار الفواح مختلطة مع الأرز الطلسي بالأطلس المتوسط.
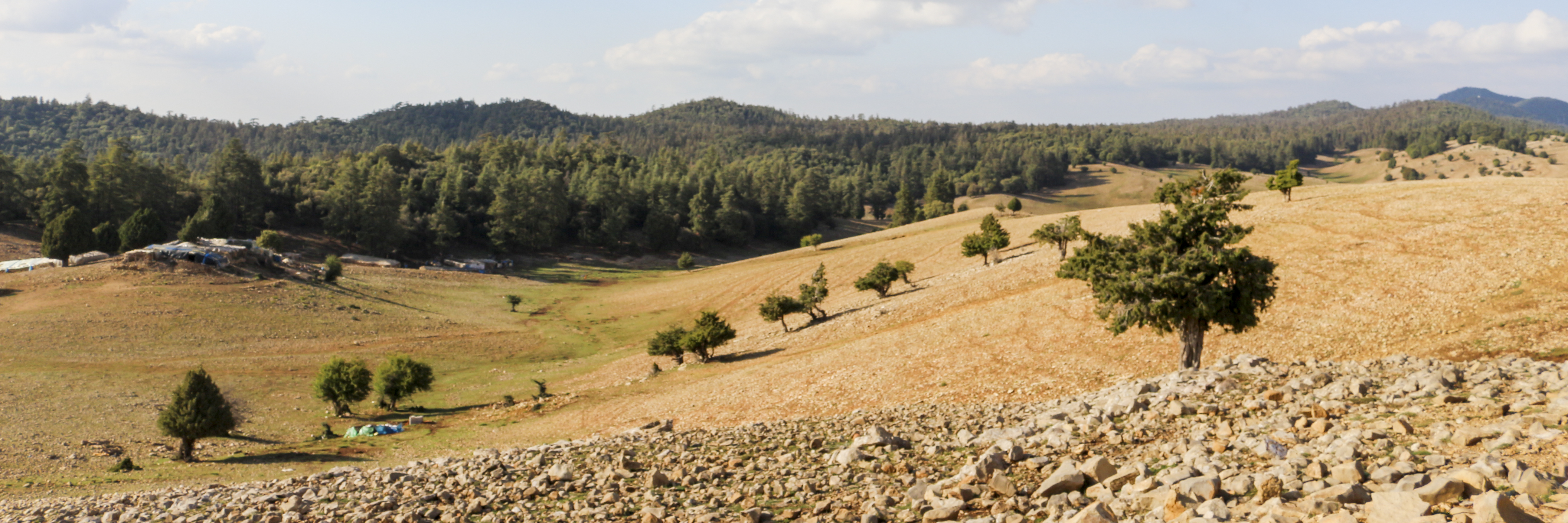
أشجار العرعار الفواح مختلطة مع الأرز الطلسي بالأطلس المتوسط.

## هوامش
1. ↑  The IUCN Red List of Threatened Species 2022.2 (بالإنجليزية), 9 Dec 2022, QID:Q115962546
2. 1 2  Caroli Linnæi (1753), Species Plantarum: Exhibentes plantas rite cognitas ad genera relatas (باللاتينية), vol. 2, p. 1039, QID:Q21856107
3. ↑  Comment sauver l'arbre de fer de l'Atlas? (بالفرنسية) نسخة محفوظة 01 يوليو 2018 على موقع واي باك مشين.